# Tony Trabert
Marion Anthony (Tony) Trabert (Cincinnati, 16 de agosto de 1930 – Ponte Vedra, 3 de fevereiro de 2021) foi um tenista, escritor, comentarista, instrutor e palestrante motivacional norte-americano.
Em meados da década de 1950, foi um dos melhores tenistas de seu tempo, tendo vencido todos os torneios de Grand Slam, jogando em simples e duplas. Defendeu a Equipe Estadunidense de Copa Davis entre 1951 e 1955, sendo campeão em 1954.
Teve seu nome incluso do International Tennis Hall of Fame em 1970.

## Morte
Morreu em 3 de fevereiro de 2021, aos 90 anos de idade, em Ponte Vedra.

## Torneios deGrand Slam

### Campeão individual (5)
| Ano  | Torneio                           | Oponente na final | Resultado       |
| 1953 | US National Singles Championships | Vic Seixas        | 6-2 6-2 6-3     |
| 1954 | Aberto da França                  | Art Larsen        | 6-4 7-5 6-1     |
| 1955 | Aberto da França                  | Sven Davidson     | 2-6 6-1 6-4 6-2 |
| 1955 | Wimbledon                         | Kurt Nielsen      | 6-3 7-5 6-1     |
| 1955 | US National Singles Championships | Ken Rosewall      | 9-7 6-3 6-3     |

### Campeão em duplas (5)
| Ano  | Torneio                           | Parceiro     | Oponentes na final                | Resultado           |
| 1950 | Aberto da França                  | Bill Talbert | Jaroslav Drobný Eric Sturgess     | 6-2 1-6 10-8 6-2    |
| 1954 | Aberto da França                  | Vic Seixas   | Lew Hoad Ken Rosewall             | 6-4 6-2 6-1         |
| 1954 | US National Doubles Championships | Vic Seixas   | Lew Hoad Ken Rosewall             | 3-6 6-4 8-6 6-3     |
| 1955 | Aberto da Austrália               | Vic Seixas   | Lew Hoad Ken Rosewall             | 6-3 6-2 2-6 3-6 6-1 |
| 1955 | Aberto da França                  | Vic Seixas   | Nicola Pietrangeli Orlando Sirola | 6-1 4-6 6-2 6-4     |

### Finalista em duplas (1)
| Ano  | Torneio   | Parceiro   | Oponentes na final      | Resultado       |
| 1954 | Wimbledon | Vic Seixas | Rex Hartwig Mervyn Rose | 4-6 4-6 6-3 4-6 |